# Leopardfläckig smörbult
Leopardfläckig smörbult (Thorogobius ephippiatus) är en bottenlevande fisk i familjen smörbultar som finns i Nordatlanten från Oslofjorden och svenska västkusten till Medelhavet.

## Utseende
Den leopardfläckiga smörbulten har ett stort antal mörka fläckar på hela kroppen, som i övrigt är blekgul eller ljusgrå med blått till grönt inslag. Dessutom finns det en stor, svart fläck på den främre ryggfenans bakkant. Största längd är 13 cm. Munnen har som hos alla smörbultar tjocka läppar. Ögonen sitter på huvudets ovansida.

## Vanor
Arten håller till vid klippiga kuster på ett djup ner till 40 m (vanligtvis dock mellan 6 och 12 m), där den gärna gömmer sig i klippskrevor. Den lever av kräftdjur som hoppkräftor, märlkräftor och räkor, havsborstmaskar, snäckor samt alger. Livslängden kan nå upp till 9 år.

### Fortplantning
Den leopardfläckiga smörbulten blir könsmogen vid 3 till 4 års ålder. I samband med leken får hanen en mörkare färgteckning, med undantag av kanten på den bakre ryggfenan, som i stället blir ljusare. Honan kan lägga upp till 12 000 ägg.

## Utbredning
Arten finns i Oslofjorden och vid Bohuslän, vid västra Brittiska öarna och till Madeira, Medelhavet och Kanarieöarna.